# Pauwasera
Pauwasera (nep. पौवासेरा) – gaun wikas samiti we wschodniej części Nepalu w strefie Sagarmatha w dystrykcie Khotang. Według nepalskiego spisu powszechnego z 2001 roku liczył on 400 gospodarstw domowych i 2455 mieszkańców (1248 kobiet i 1207 mężczyzn).